# Vuelo 241 de Air Vanuatu
El vuelo 241 de Air Vanuatu era un vuelo nacional de pasajeros programado regularmente entre el Aeropuerto de Whitegrass, Tanna y el Aeropuerto Internacional Bauerfield, Port Vila, Vanuatu. El principal avión involucrado fue ATR-72-500 de Air Vanuatu con el registro YJ-AV71.
Mientras sobrevolaba Erromango, el motor derecho de la aeronave se incendió. Si bien los pilotos lograron recuperar el control, fallaron en su respuesta tras apagar el motor. Después de aterrizar en Port Vila, los pilotos intentaron utilizar el empuje inverso para rodar y chocaron con dos Britten-Norman Islander. Trece de las 43 personas a bordo resultaron heridas debido al incendio previo del motor.

## Aeronave y tripulación

### Aeronaves
Las aeronaves implicadas en el accidente fueron:

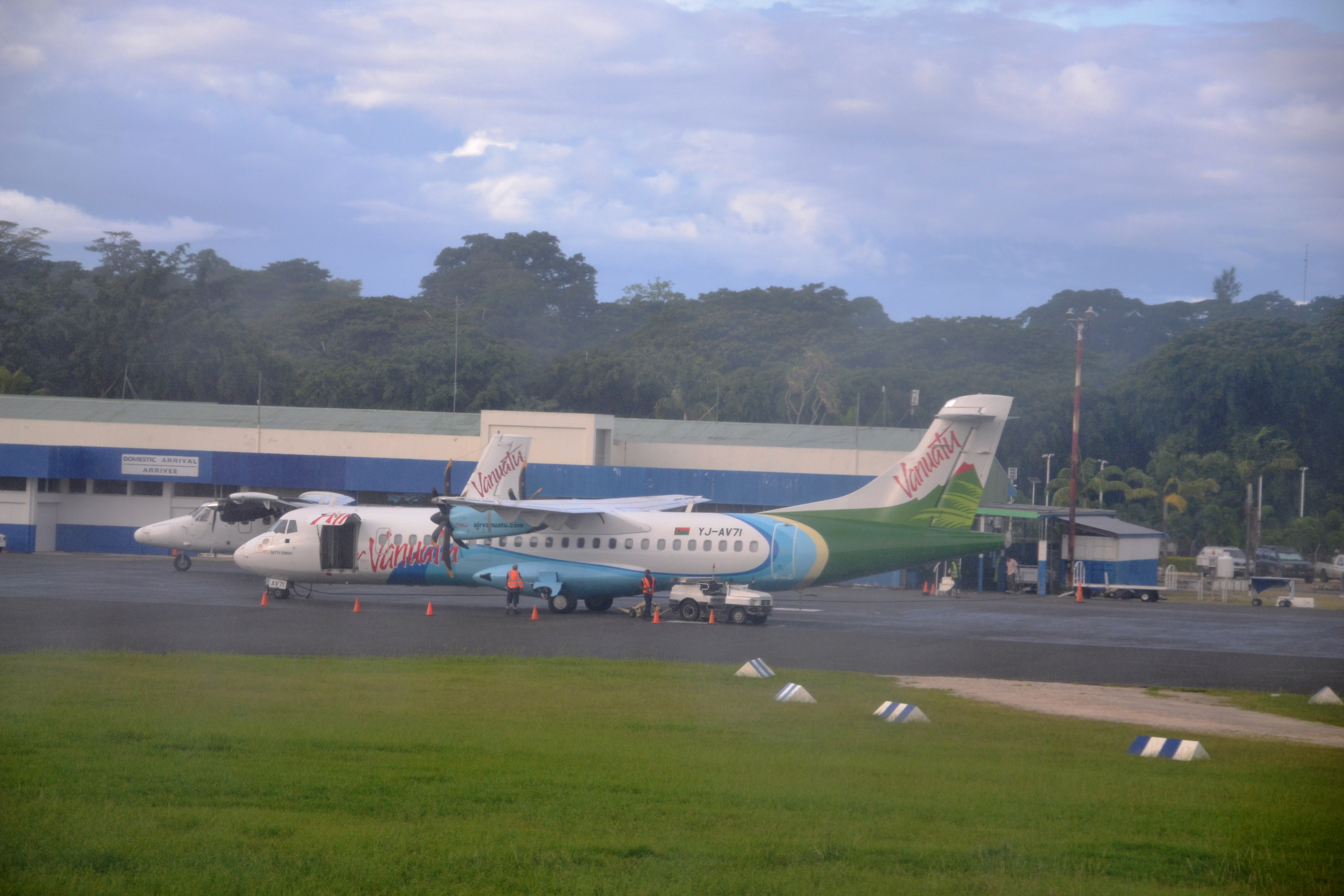
YJ-AV71, la primera aeronave involcrada en el accidente

- ATR 72-500 de Air Vanuatu, matrícula YJ-AV71,[1]y con número de serie 720. El avión voló por primera vez el 6 de junio de 2005.[2]En el momento del accidente había acumulado 19.887 horas y 39 minutos de vuelo.[3]

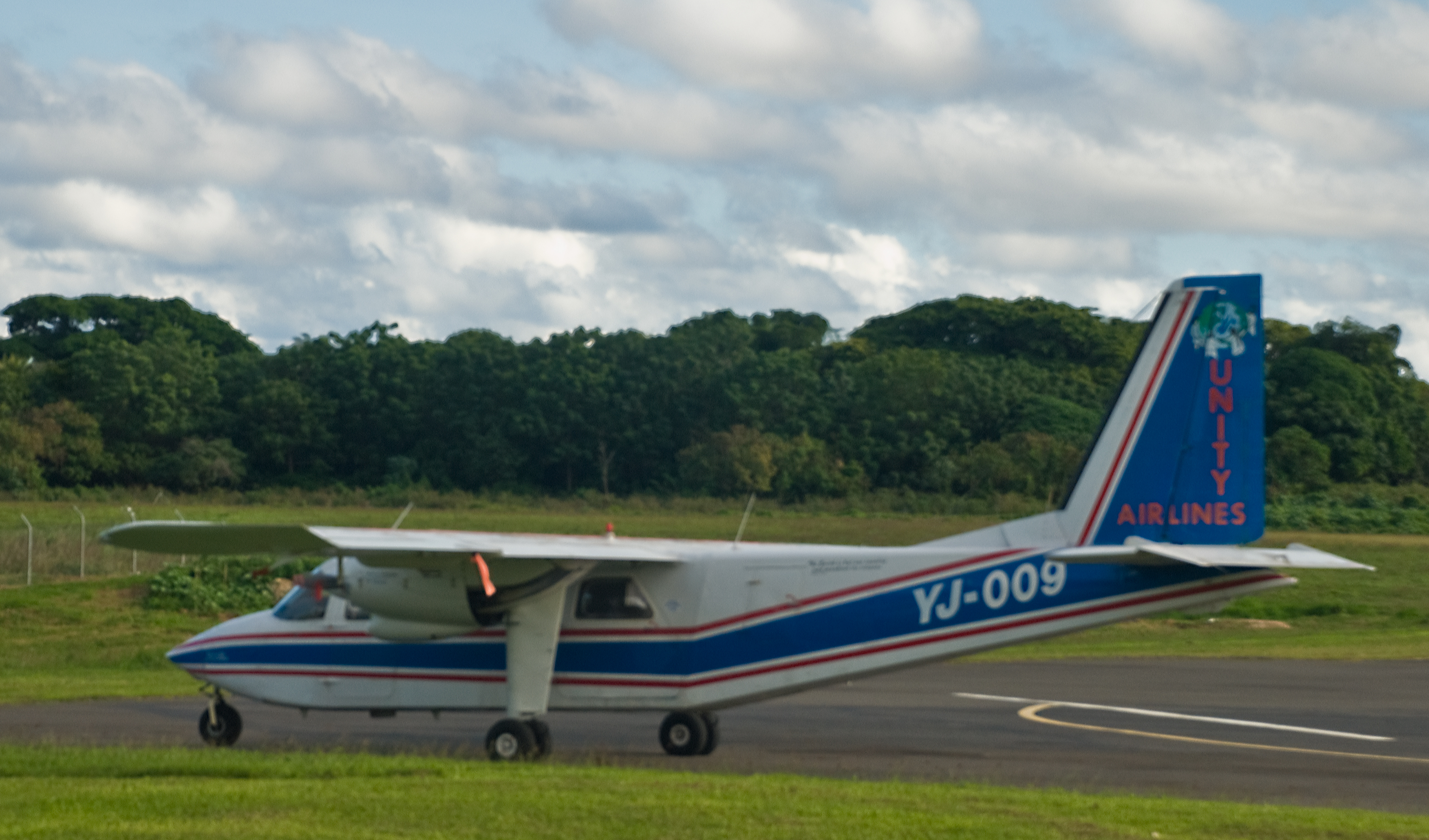
YJ-OO9, la segunda aeronave involucrada en el accidente

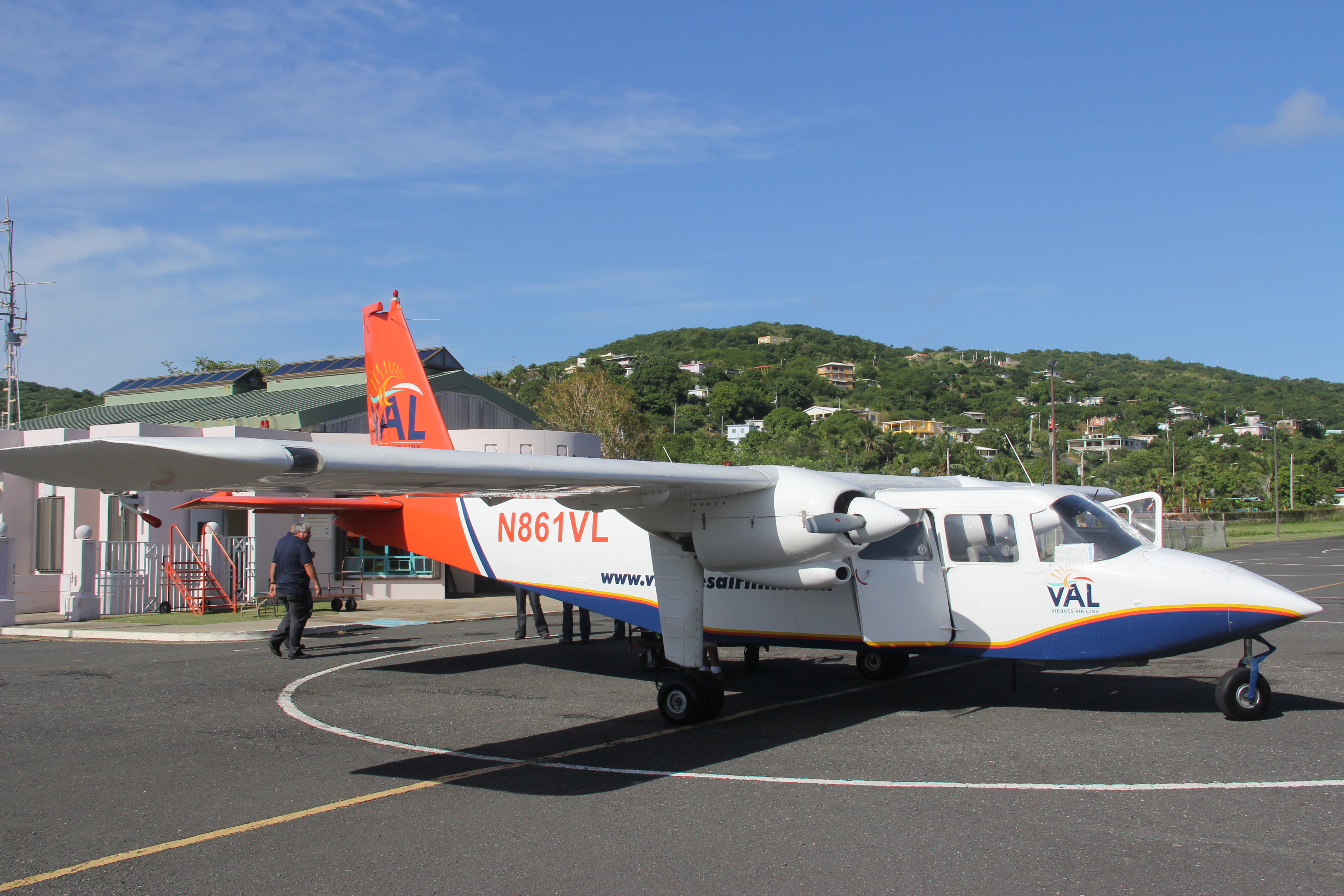
Un Britten-Norman Islander similar al tercer avión involucrado

- Britten-Norman Islander de Unity Airlines, matrícula YJ-OO9, número de serie 65. El avión había volado por primera vez el 11 de abril de 1969.[1][4]

- Britten-Norman Islander de Air Taxi, matrícula YJ-AL2,[1][2]número de serie 609. Había volado por primera vez en 1971.[5]

### Tripulación
La tripulación estaba compuesta por:
- Capitán: Un hombre francés de 34 años, que en el momento del accidente acumulaba un total de 7.205 horas de vuelo, de las cuales 3.870 en modelos ATR-72.
- Copiloto: Un hombre vanuatuense de 27 años que, en el momento del accidente, había registrado un total de 1.629 horas de vuelo, de las cuales solo 55 fueron en modelos ATR-72.[3]

## Vuelo
El vuelo 241 era un vuelo de pasajeros programado nacional desde el Aeropuerto de Whitegrass, Tanna al Aeropuerto Internacional Bauerfield, Port Vila Vanuatu. El 28 de julio de 2018, el ATR-72 sufrió un incendio en el motor derecho mientras sobrevolaba la isla de Erromango.Los pasajeros presenciaron un incendio en el motor y reportaron humo en la cabina. El avión entró temporalmente en un giro incontrolado antes de que la tripulación recuperara el control y apagara el motor.
Al aterrizar en Port Villa, la aeronave se salió de la pista y colisionó con dos aeronaves Britten-Norman Islander pertenecientes a Air Taxi y Unity Airlines. La aeronave, perteneciente a Air Taxi, resultó severamente dañada y se le desprendió el estabilizador vertical.Estaba dañado sin posibilidad de reparación.El otro avión, de Unity Airlines, también sufrió daños irreparables. Aunque nadie resultó herido en la colisión, trece pasajeros fueron tratados por inhalación de humo debido al incendio anterior.
Los cuatro tripulantes y los 39 pasajeros a bordo evacuaron el avión sin sufrir lesiones. Los pilotos del ATR-72 informaron que no tenían frenos ni dirección en la rueda delantera, que dieron como motivo de la salida de la pista y la posterior colisión.

## Investigación
La Autoridad de Aviación Civil de Vanuatu solicitó a la Comisión de Investigación de Accidentes de Papúa Nueva Guinea que investigara el accidente. La Junta de Seguridad en el Transporte de Canadá también colaboró en la investigación.
El informe preliminar fue publicado por la comisión el 10 de agosto de 2018, el cual descartó varias causas potenciales como las condiciones climáticas. El informe tampoco reveló señales de que se produjera un incendio antes o después del accidente.También se analizaron factores de supervivencia, como la calidad de la ejecución de la evacuación.
Según el informe preliminar, la aeronave sufrió daños sustanciales en las hélices y el tren de aterrizaje derecho después de que se desprendiera de su estructura y se desprendiera del estabilizador vertical y el timón del primer Britten Norman Islander. El tren de aterrizaje derecho del ATR-72 aplastó el fuselaje de otro Islander, destruyéndolo.

### Causas
La Comisión de Investigación de Accidentes de Papúa Nueva Guinea publicó su informe final el 29 de octubre de 2019. El informe indicó que la falla del motor no fue la causa directa del accidente.
Tras el incendio del motor, la formación de humo dentro de la cabina llevó a los pilotos a declarar una emergencia y comenzar el descenso inmediato. El humo activó la alerta "ELEC SMK" (humo eléctrico), un sistema ambiguo para los dos pilotos. El piloto al mando (PiC) se distrajo tratando de identificar y corregir la advertencia.
El copiloto intentó rectificar la advertencia revisando la lista de verificación "Humo eléctrico". Su inexperiencia y personalidad introvertida dejaron al PiC a cargo de gestionar la mayor parte de la emergencia en un flagrante fracaso de la gestión de recursos de la tripulación.
Una parte de la lista de verificación "Humo eléctrico" había otra lista de verificación conocida como "QRH SMOKE" que carecía de información. La falta de información y la carga que recaía sobre una sola persona provocó que los pilotos no consideraran otras cuestiones y, en cambio, siguieran la lista de verificación.
Como parte de la lista de verificación de QRH, se apagó el generador que alimentaba el ACW. Esto aisló el contactor de la barra de corriente continua, lo que provocó una pérdida de potencia en los sistemas hidráulicos, incluyendo los frenos y la activación de otras luces de advertencia. Esto distrajo aún más a la tripulación, que entonces comenzó la lista de verificación previa al aterrizaje equivocada.
El aislamiento del DC BTC y el motor derecho aún apagado provocaron que todos los sistemas alimentados por el DC derecho se apagaran debido a la falta de energía. Esto activó aún más advertencias, lo que redujo la conciencia de la situación mientras los pilotos intentaban abordar estos problemas adicionales.
Esta falta de conocimiento de la situación llevó a los pilotos a utilizar el empuje inverso mientras estaban en tierra, a pesar de que tanto los frenos del avión como el control de tierra no estaban disponibles. Los pilotos no se dieron cuenta de la falta de frenos y rápidamente perdieron el control antes de chocar contra los dos Britten-Norman Islander.

## Secuelas
Tras el accidente, la Comisión de Investigación de Accidentes de Papúa Nueva Guinea emitió dos recomendaciones de seguridad a Air Vanuatu, centradas en la capacitación de los pilotos y la tripulación de cabina.